# Pietrabruna
Pietrabruna (Priabrùna in ligure, Prebüna nella variante locale) è un comune italiano di 397 abitanti della provincia di Imperia in Liguria.

## Geografia fisica
Il paese di Pietrabruna giace alle pendici del monte Faudo (1149 m) e alla cima secondaria del monte Follia (1031 m) e rispecchia il tipico borgo montano della Liguria. Il suo centro storico è formato dai caratteristici carrugi e dalle piccole piazze.
Tra le vette del territorio pietrabrunese il monte Sette Fontane (781 m), il monte Croce (681 m), il monte Selletta (579 m) e il monte Casarazzi (474 m).

## Storia

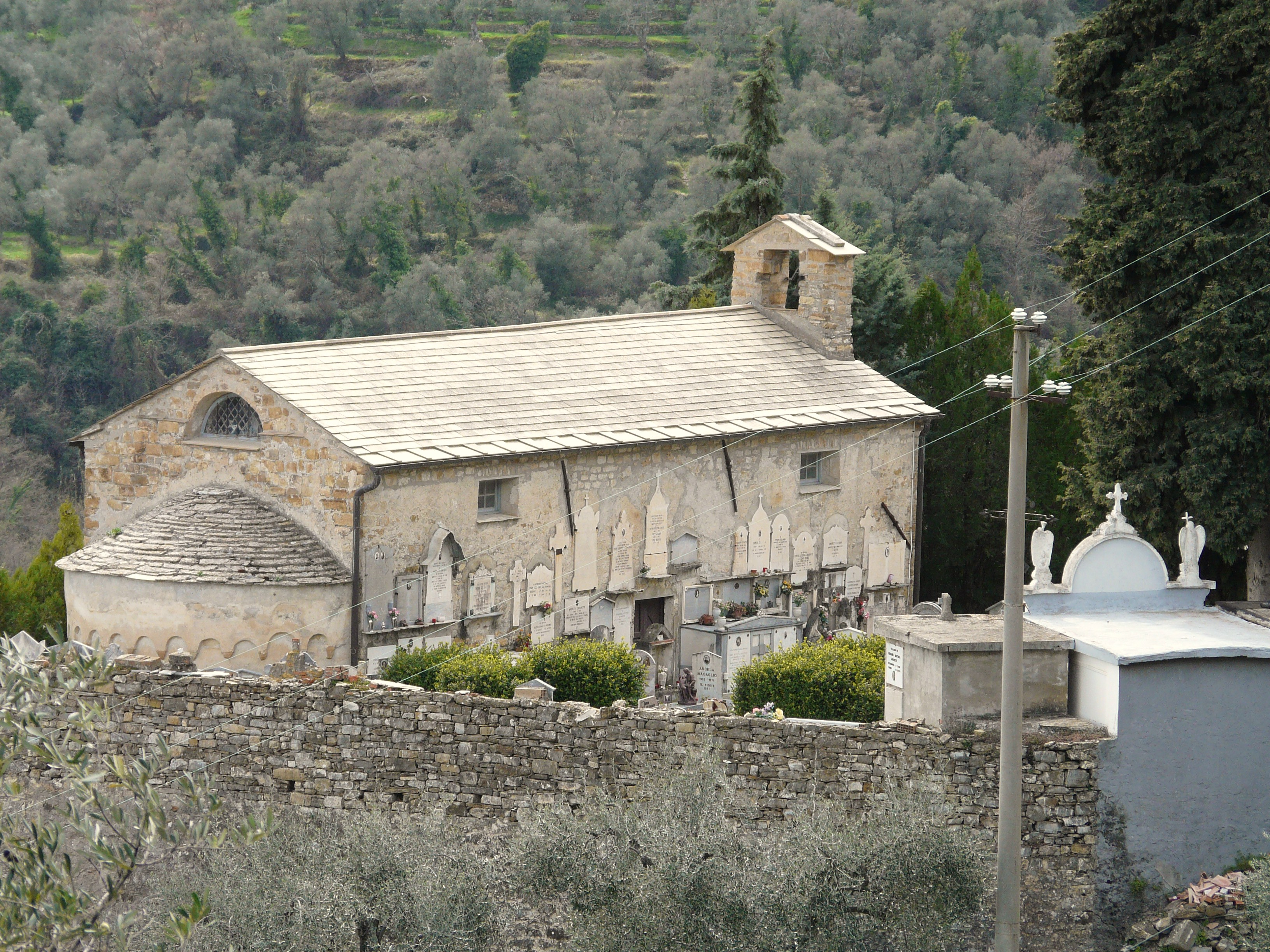
La romanica chiesa di San Gregorio

Come molti paesi della Liguria, il borgo di Pietrabruna crebbe intorno ad una chiesa: in questo caso la chiesa di San Gregorio, dell'XI secolo e ancora visibile nelle sue forme romaniche. 
Dopo essere stato dominio di Adelaide di Susa, moglie di Oddone di Savoia, il territorio entrò a far parte dei possedimenti della famiglia Clavesana.
Successivamente il feudo passò dapprima ad Anselmo di Quaranta, signore di Lengueglia, e fu poi acquistata dal comune di Porto Maurizio nel XII secolo. Il passaggio al nuovo comune causò la distruzione volontaria delle antiche fortificazioni precedenti, costruendo ex novo il borgo, in posizione molto più elevata dell'originale villaggio. Si edificò inoltre la nuova chiesa parrocchiale dedicata a san Matteo, quest'ultima demolita per la nuova ricostruzione nel 1938.
In epoca medievale passò dalla contea di Ventimiglia e poi al Comune di Genova quando, nel 1396, si sottomisero a quest'ultima i conti ventimigliesi Raimondo e Filippo. Con il capitaneato di Porto Maurizio la comunità di Pietrabruna fu "villa" del Terziere di San Tommaso.
Con la caduta della Repubblica di Genova sul finire del 1797, e la conseguente istituzione della napoleonica Repubblica Ligure, il territorio di Pietrabruna divenne municipalità autonoma che fu inquadrata nel cantone di Dolcedo nella giurisdizione degli Ulivi, con capoluogo Porto Maurizio; cantone che nel 1803 fu poi soppresso e sottoposto a quello di Porto Maurizio.

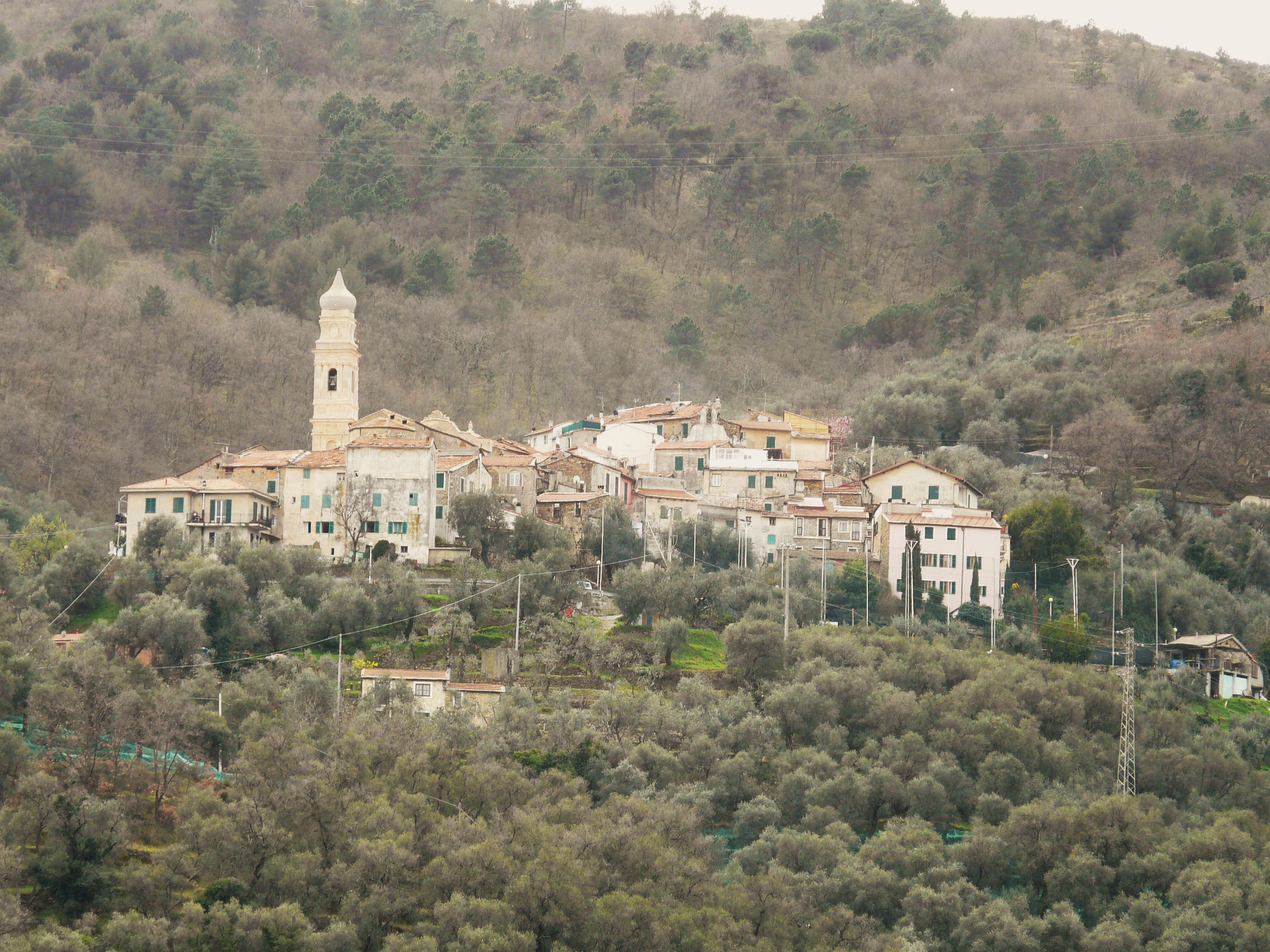
La frazione di Boscomare

Analogamente, furono istituite le due municipalità di Boscomare e di Torre Paponi, quest'ultima poi soppressa e confluita nel comune di Boscomare nel 1804. Dal 1805, con il passaggio della Repubblica Ligure nel Primo Impero francese, i due comuni rientrarono nel circondario di Porto Maurizio del Dipartimento di Montenotte.
Furono annessi al Regno di Sardegna nel 1815 dopo il congresso di Vienna del 1814, a seguito della caduta di Napoleone Bonaparte.
Nel 1818 il comune di Pietrabruna è aggregato al mandamento di Prelà, nella provincia di Oneglia.
Facente parte del Regno d'Italia dal 1861, dal 1859 al 1926 il territorio fu diviso tra i due mandamenti di Dolcedo (Pietrabruna, nel III mandamento del circondario di Porto Maurizio) e di Santo Stefano al Mare (Boscomare, nel V mandamento del circondario di Sanremo) facenti parte della provincia di Nizza (poi provincia di Porto Maurizio e, dal 1923, di Imperia).
Nel 1928 assoggettò il soppresso territorio comunale di Boscomare che, assieme a Torre Paponi, divennero frazioni di Pietrabruna.
Il 14 dicembre 1944 la frazione di Torre Paponi fu attaccata dai nazifascisti impegnati in un rastrellamento contro la Resistenza locale. Durante questo primo attacco furono uccisi due uomini e una donna fu ferita mortalmente. Due giorni più tardi i nazifascisti accerchiarono il villaggio e, dopo averlo bombardato, vi penetrarono ammazzando venticinque persone. Una volta compiuto il massacro gli assalitori saccheggiarono e bruciarono Torre Paponi.
Dal 1973 al 31 dicembre 2008 ha fatto parte della Comunità montana dell'Olivo e, fino al 2011, della Comunità montana dell'Olivo e Alta Valle Arroscia.
Dal 2015 al 2024 ha fatto parte dell'Unione dei comuni della Valle del San Lorenzo.

### Simboli
Stemma
Gonfalone

Lo stemma e il gonfalone sono stati concessi con decreto del presidente della Repubblica del 7 aprile 2003.

## Monumenti e luoghi d'interesse

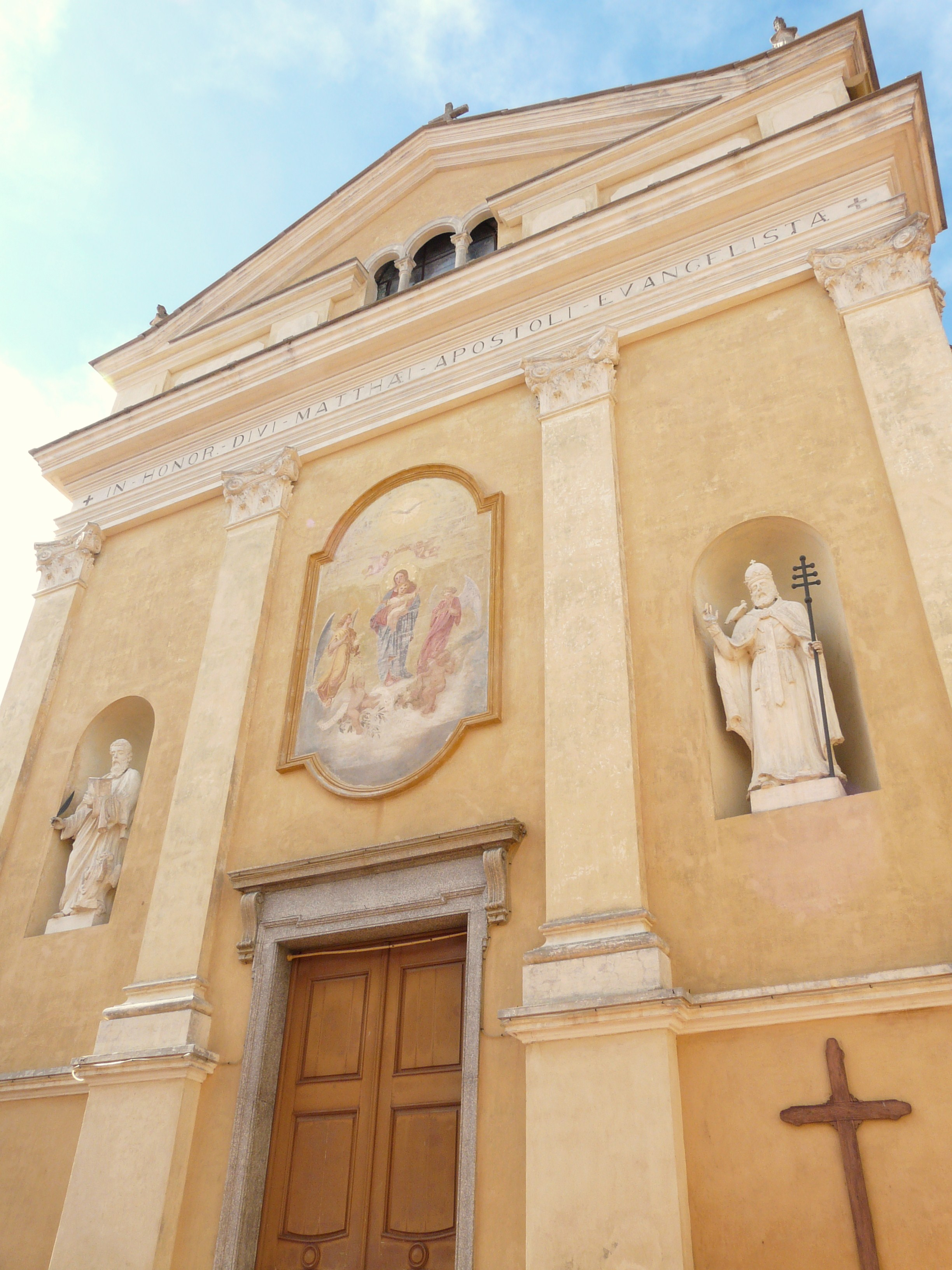
La chiesa di San Matteo nel centro storico di Pietrabruna

### Architetture religiose
- Chiesa parrocchiale di San Matteo. Sita al centro del borgo pietrabrunese, l'attuale edificio in stile neoclassico è risalente alla ricostruzione del 1844 su progetto di Giuseppe Lorenzetti. Sul sagrato sono sparsi resti di colonne e capitelli che appartenevano alla chiesa quattrocentesca che qui sorgeva in precedenza. Del 1653 è il dipinto della Madonna del Rosario di pittore ignoto.
- Oratorio dell'Annunziata nel capoluogo. All'interno è conservata una tavola dell'Annunciazione del 1545 di Agostino da Casanova.
- Chiesa di San Gregorio nel capoluogo. Probabilmente dell'XI secolo, la prima citazione è risalente al 1103, è situata presso il cimitero. Con semplice facciata a capanna e piccolo campanile a vela sommitale, conserva nella lunetta un affresco del XV secolo raffigurante la Vergine col Bambino, san Gregorio e un orante.
- Chiesetta di San Rocco, situata all'uscita del capoluogo lungo la nuova strada asfaltata che conduce alla frazione di Boscomare.
- Chiesa parrocchiale di San Bernardo nella frazione di Boscomare. La struttura, a pianta ellittica, fu progettata dall'architetto Giacomo Maria Marvaldi nel 1770. L'interno, barocco, conserva tuttavia elementi architettonici della precedente chiesa del Quattrocento. La volta fu affrescata nel corso dell'Ottocento dal pittore portorino Leonardo Massabò.
- Oratorio dell'Annunziata nella frazione di Boscomare.
- Chiesa parrocchiale dei Santi Cosma e Damiano nella frazione di Torre Paponi. Edificata in stile barocco, nel XVIII secolo, su progetto dell'architetto Giacomo Maria Marvaldi.
- Oratorio dell'Annunziata nella frazione di Torre Paponi. Con la vicina parrocchiale forma un complesso architettonico degno di nota.

### Architetture militare
- Antica torre di avvistamento, risalente al XV secolo, presso un'altura rocciosa della frazione di Boscomare.

## Società

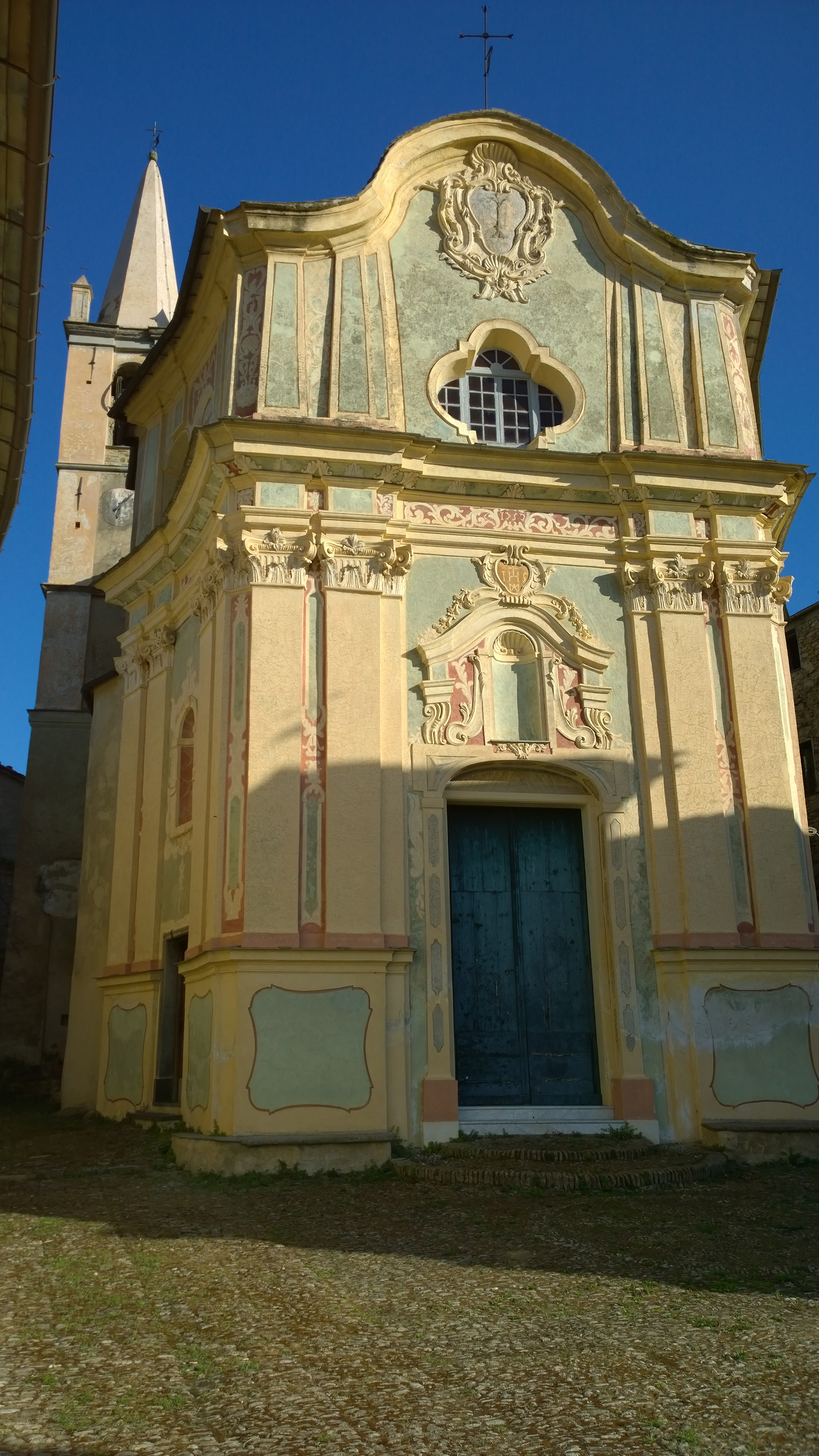
La chiesa parrocchiale dei Santi Cosma e Damiano nella frazione di Torre Paponi

### Evoluzione demografica
Abitanti censiti

### Etnie e minoranze straniere
Secondo i dati Istat al 31 dicembre 2019, i cittadini stranieri residenti a Pietrabruna sono 61.

## Cultura

### Istruzione

#### Musei
- Museo etnografico e archeologico "Giuseppina Guasco". Diviso in due sezioni, nell'area dedicata all'etnografia del territorio sono conservati oggetti, memorie fotografiche e documenti del passato lavorativo, contadino e sociale pietrabrunese. La sezione archeologica espone, invece, i reperti rinvenuti durante le fasi di scavo condotte sul sito dell'altura del monte Follia (1031 m), risalenti all'Età del ferro e all'epoca augustea

### Gastronomia
L'antico dolce tipico di Pietrabruna è la stroscia, una torta rustica di farina di frumento, impastata con olio extravergine d'oliva taggiasca, zucchero, lievito, scorza di limone grattugiato e corochinato (vermut bianco genovese).

## Geografia antropica

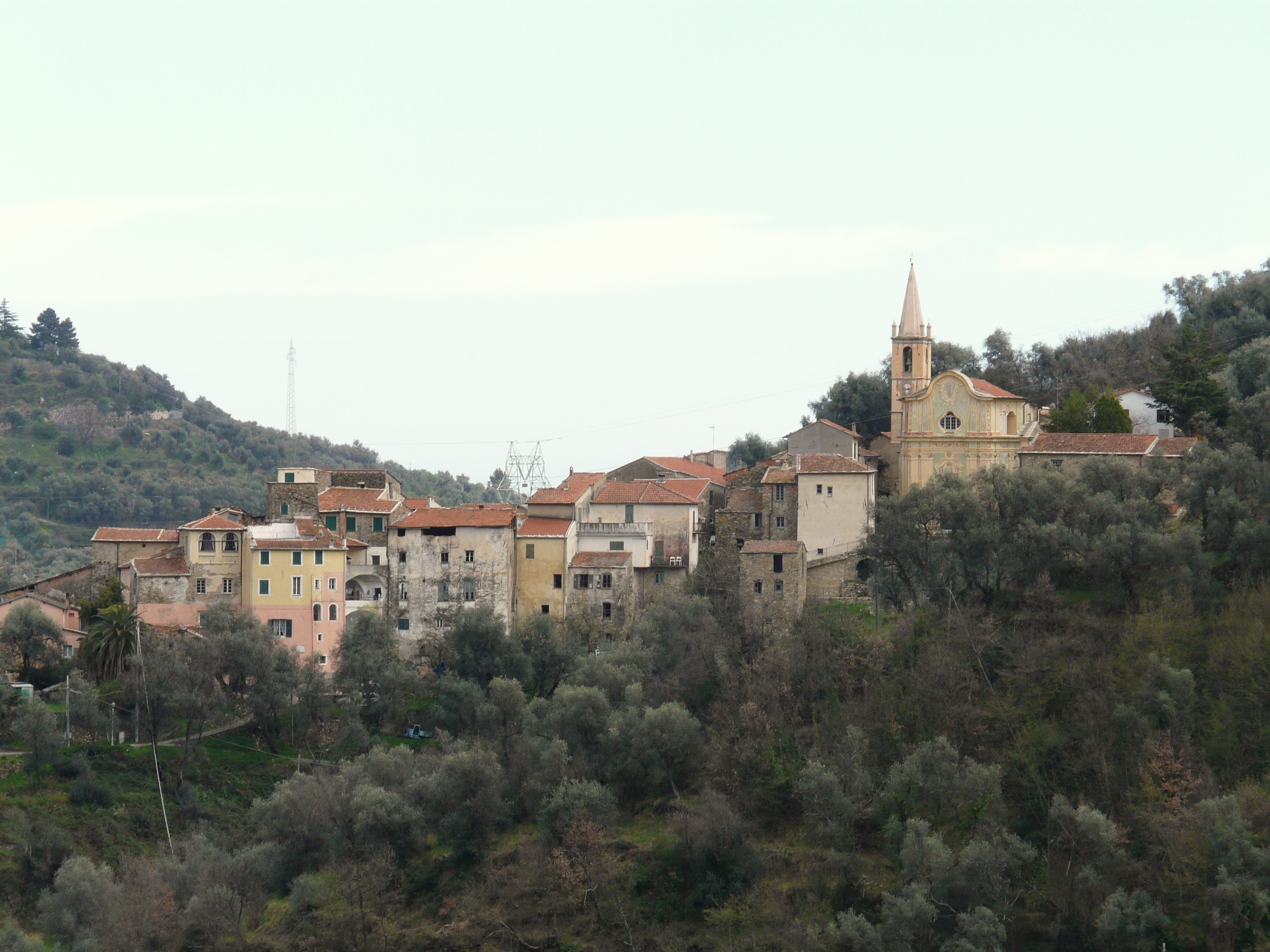
La frazione di Torre Paponi

Il territorio comunale è costituito, oltre al capoluogo, dalle frazioni di Boscomare e Torre Paponi per una superficie territoriale di 10,22 km².
Confina a nord con il comune di Dolcedo, a sud con Castellaro, Pompeiana, Cipressa, ad ovest con Castellaro e ad est con Civezza.

## Economia
Un tempo Pietrabruna era conosciuta per la raccolta e la distillazione della lavanda, mentre oggi è diventata più importante la coltivazione degli anemoni che vengono avviati al mercato dei fiori di Sanremo per essere esportati, oltre all'olivicoltura, dal XV secolo attività tradizionale della zona.

## Infrastrutture e trasporti

### Strade
Il territorio comunale di Pietrabruna è attraversato dalla strada provinciale 45 che permette il collegamento stradale con il territorio di Cipressa; l'arteria stradale transita anche dalle frazioni di Boscomare e Torre Paponi.

## Note

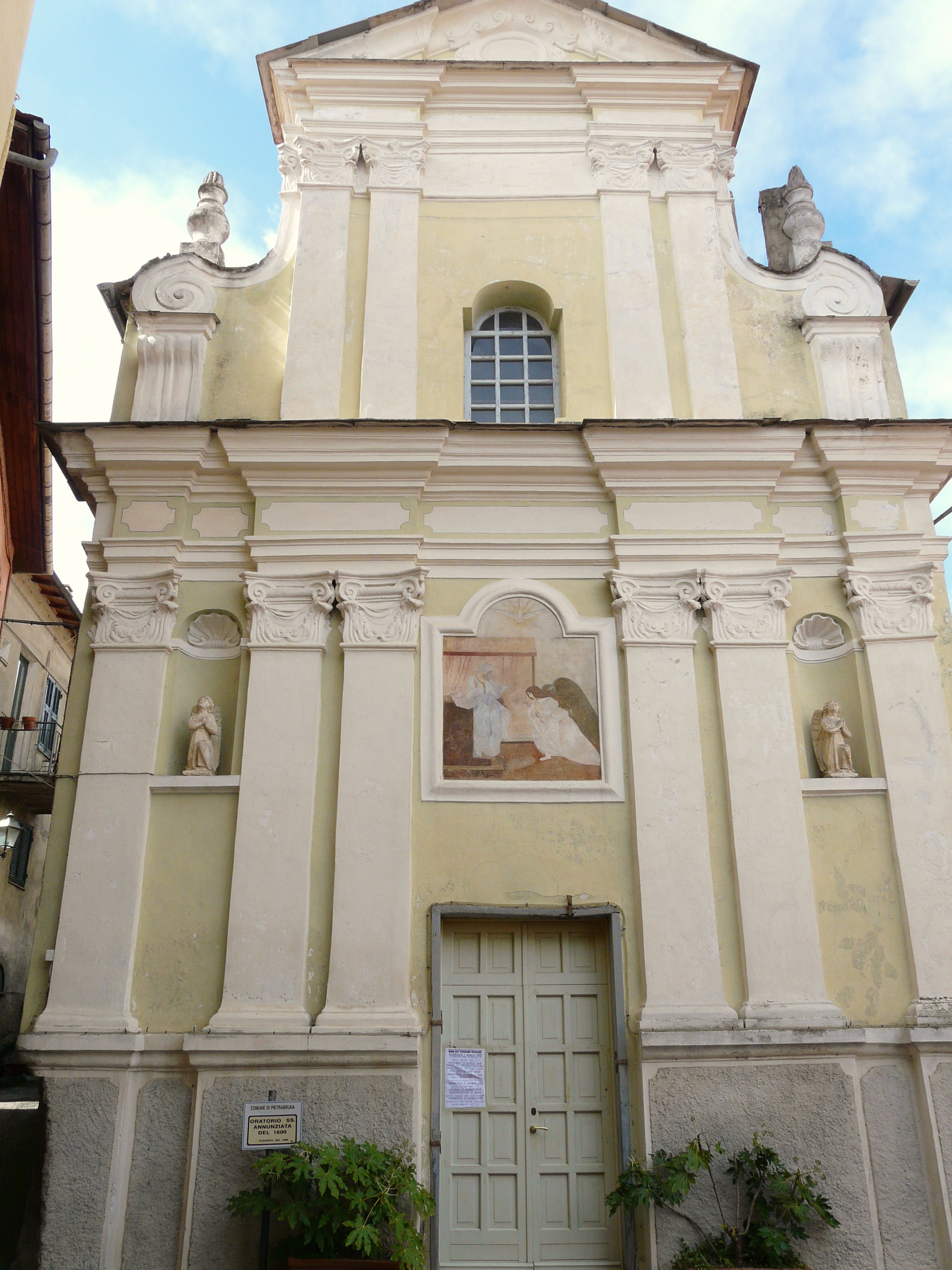
L'oratorio della Santissima Annunziata nel centro storico pietrabrunese

## Amministrazione

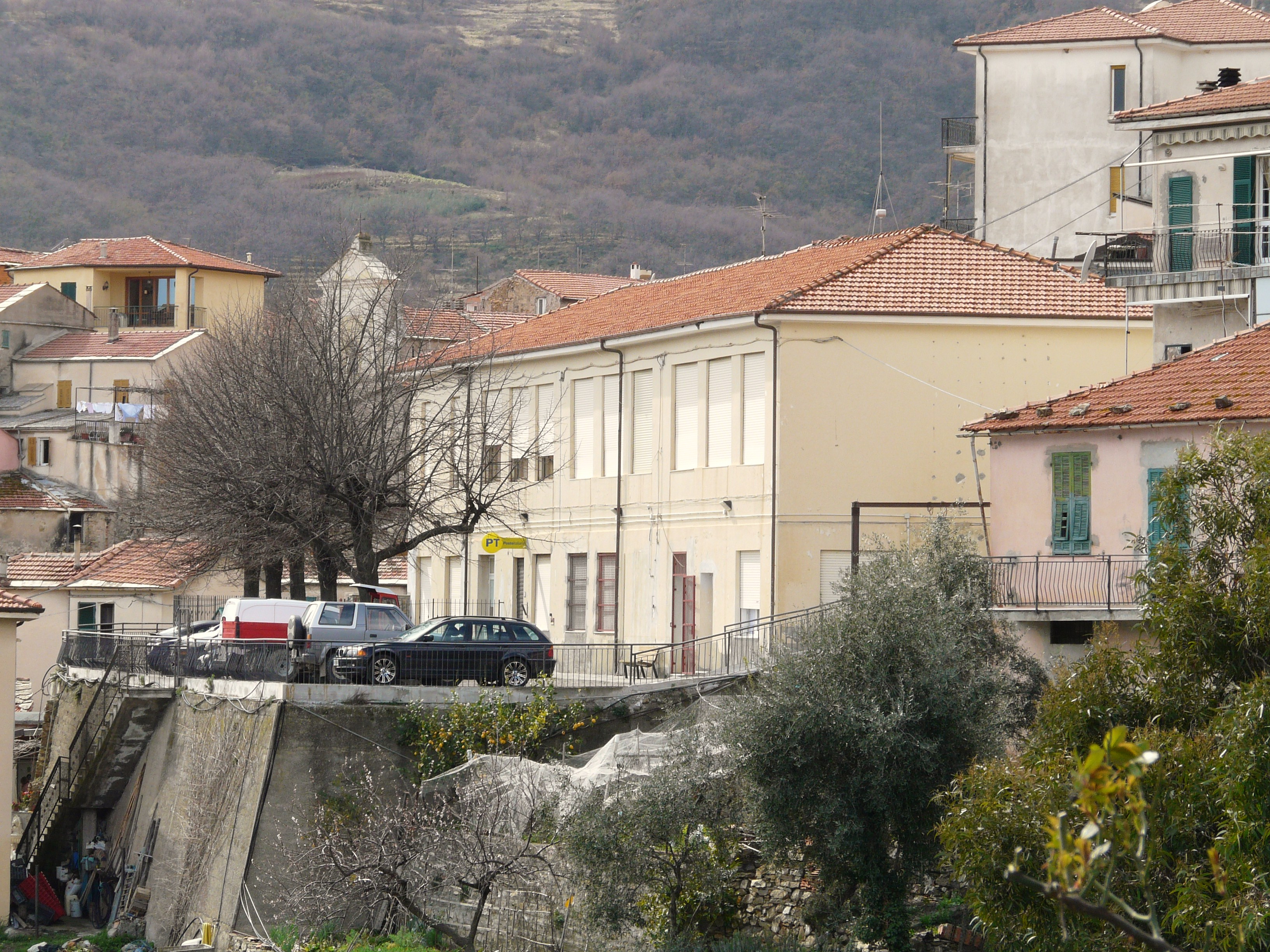
Il municipio

| Periodo           | Periodo           | Primo cittadino         | Partito                                    | Carica         | Note   |
| ----------------- | ----------------- | ----------------------- | ------------------------------------------ | -------------- | ------ |
| 22 ottobre 1987   | 10 giugno 1990    | Giovanni Roggero        | Democrazia Cristiana                       | Sindaco        |        |
| 8 luglio 1990     | 24 aprile 1995    | Giovanni Roggero        | Democrazia Cristiana                       | Sindaco        |        |
| 24 aprile 1995    | 14 giugno 1999    | Giovanni Roggero        | lista civica di centro-sinistra            | Sindaco        |        |
| 14 giugno 1999    | 26 novembre 1999  | Giovanni Roggero        | lista civica di centro-sinistra            | Sindaco        | [ 13 ] |
| 17 dicembre 1999  | 17 aprile 2000    | Michele Censi Buffarini |                                            | Comm. straord. | [ 14 ] |
| 5 maggio 2000     | 5 aprile 2005     | Riccardo Giordano       | lista civica                               | Sindaco        |        |
| 5 aprile 2005     | 30 marzo 2010     | Riccardo Giordano       | lista civica                               | Sindaco        |        |
| 30 marzo 2010     | 1º giugno 2015    | Miriano Pirero          | Amministrazione Democratica (lista civica) | Sindaco        |        |
| 1º giugno 2015    | 22 settembre 2020 | Miriano Pirero          | Amministrazione Democratica (lista civica) | Sindaco        |        |
| 22 settembre 2020 | in carica         | Massimo Rosso           | Borghi uniti (lista civica)                | Sindaco        |        |